# Фан Сюань
Фан Сюань (方絢, д/н —д/н) — китайський письменник-етнограф, поет часів падіння династії Мін й у перші роки династії Цін. Про його життя майже відсутні відомості. Жив у часи захоплення маньчжурами Китаю середина XVII — початок XVIII ст.

## Творчість
Він є автор низки етнографічних нарисів, в яких описуються подробиці, пов'язані зі звичаєм і процесом бинтування ніг, а також різні види туфель і черевиків, які носили китаянки з маленькою знівеченої ногою.
Продовжував традиції попередників. Звертався до жанру цзацзуань. Його твори уувійшли до збірки «Цзацзуань з життя жінок», яка складається з 93 груп висловів. Ці вислови тільки на одну тему — це переживання жінки старого Китаю, змученої варварським звичаєм бинтування ніг, її вчинки, взаємини з оточенням, а також різні ситуації, в яких така жінка опиняється.
Цзацзюні Фан Сюаня за своїми художніми якостями поступаються іншим збіркам цього жанру: в них немає дотепності, немає і вдало переданих в висловах інших авторів комічних ситуацій, відчувається деяка одноманітність. Однак, попри художню недосконалість цього, вона становить значний інтерес своєю етнографічною стороною і показово з тієї точки зору, що автор у відносно великому за обсягом творі вперше застосовує форму цзацзуань для розкриття однієї обраної ним теми.